# Zoofili

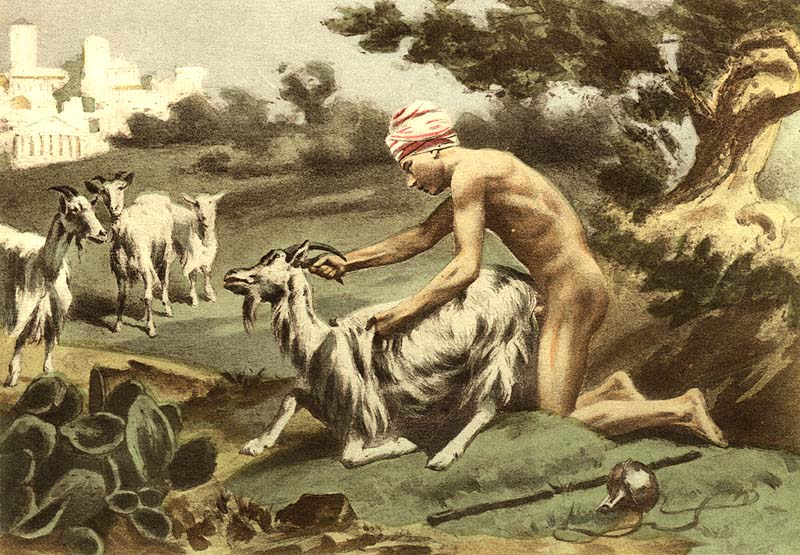
Antik grek sodomerar en get, bild XVII från "De Figuris Veneris" av F.K. Forberg, illustration av Paul Avril.

Zoofili är en sexuell avvikelse (parafili) som kännetecknas av ett behov av sexuellt umgänge med djur, oftast husdjur eller sällskapsdjur. Zoofili innebär inte endast sexuellt umgänge, utan även att man har känslor för djuret i fråga. En zoofil kan därför känna stark kärlek gentemot djuret, utan att det behöver innefatta någon sexuell aktivitet.[källa behövs].
Sexuellt umgänge med djur kallas för tidelag. År 1944 avkriminaliserades tidelagsbrottet i Sverige men 2014 återinfördes det i strafflagstiftningen.